# Puerto Palomas
Puerto Palomas är en ort i Mexiko.   Den ligger i kommunen Ascensión och delstaten Chihuahua, i den nordvästra delen av landet, 1 600 km nordväst om huvudstaden Mexico City. Puerto Palomas ligger 1 221 meter över havet och antalet invånare är 5 659.
Terrängen runt Puerto Palomas är platt. Runt Puerto Palomas är det mycket glesbefolkat, med 2 invånare per kvadratkilometer. Det finns inga andra samhällen i närheten. Omgivningarna runt Puerto Palomas är i huvudsak ett öppet busklandskap.